# 日光 (歌曲)
〈日光〉 是新西兰女歌手洛德的单曲，并于2021年6月11日由环球音乐新西兰公司发布。该歌曲收录在她的同名专辑，这也是洛德时隔4年后再度发行的单曲。